# Ізабелла Кастильська, герцогиня Йоркська
Ізабелла Кастильська, герцогиня Йоркська (1355 / 1356  — 23 грудня 1392) — молодша донька короля Кастилії і Леона Педро I від його коханки Марії Падільської; дружина Едмунда Ленглійського, 1-го герцога Йоркського.
Через свого онука Річарда Йоркського Ізабелла була прабабусею двох англійських королів, Едуарда IV та Річарда III, а також герцогині Бургундської. Крім того, через свою праправнучку Єлизавету Йоркську вона є пращуркою всіх англійських монархів, починаючи з Генріха VIII, і всіх шотландських монархів, починаючи з Якова V.

## Життєпис
Ізабелла Кастильська народилася близько 1355 року за одними даними в Тордесільясі, за іншими — в Моралесі. Була молодшою з трьох дочок короля Кастилії та Леона Педро I та його коханки Марії Падільської. Будучи сильно прив'язаним до Марії Падільської, Педро I таємно одружився з нею в 1353 році. Однак влітку того ж року мати Педро Марія Португальська і знать змусили молодого короля одружитися з Бланкою Бурбонською, яку він залишив незабаром після весілля заради Марії. Політичні мотиви шлюбу з Бланкою Бурбонською вимагали від Педро заперечення факту, що він одружений; незважаючи на це, його відносини з Падільською тривали і вона народила від нього чотирьох дітей.
21 вересня 1371 року четвертий син Едуарда III, Джон Гонт, герцог Ланкастерський, одружився зі старшою сестрою Ізабелли, Констанцією Кастильською, яка після смерті батька в 1369 році успадкувала корону Кастилії: старша з дочок Педро I того ж року, що й батько; син Педро від Падільї, Альфонсо, помер у віці 3 років через кілька місяців після оголошення його спадкоємцем: інші діти Педро померли, не залишивши наступників. Ізабелла супроводжувала сестру в Англію, де 11 липня 1372 році у віці близько 17 років стала дружиною молодшого брата Джона Гонта, Едмунда Ленглійського, сина Едуарда III та Філіппи де Авен; шлюб, укладений у Воллінгфорді, мав підтримати претензії Гонта на кастильську корону.
Шлюб з Едмундом виявився нещасливим, внаслідок чого Ізабелла мала зв'язок із єдиноутробним братом короля Річарда II, Джоном Голландом, герцогом Ексетером. Чутки про зв'язок швидко розповзлися при дворі так, що про це стало відомо королю; про розбещеність Ізабелли писав і знаменитий хроніст на той час Томас Волсінгем. Унаслідок зв'язку з Голландом не можна було ігнорувати і той факт, що батьком улюбленого сина Ізабелли Річарда міг бути саме Ексетер.
Називаючи своїм спадкоємцем короля Річарда, Ізабелла вмовляла його призначити її молодшому синові ренту 500 марок. Король погодився. Однак, подальшої щедрості, очікуваної з настанням повноліття Річарда Конісбурга, не було, оскільки король Річард був позбавлений трону в 1399 році, а новий король, Генріх Болінгброк, у цьому плані не приніс молодшому сину Ізабелли ніякої вигоди.
Ізабелла Кастильська померла 23 грудня 1392 року в Гартфорді у 37-річному віці і була похована 14 січня наступного року в домініканській церкві в Кінгс-Ленглі, Гартфордшира. Після смерті дружини Едмунд Ленглійський одружився з Джоан Голланд, сестрою і співспадкоємицею Едмунда Холланда, графа Кентського, з яким у доньки Ізабелли та Едмунда, Констанції, були любовні стосунки .
В 1379 році Ізабелла була присвячена в Дами Ордена Підв'язки.

### Діти
- Едуард (бл. 1373—1415) — 2-й герцог Йоркський; був одружений з Філіппою де Моун[en], донькою Джона де Моуна, барона Моуна, і Джоан Бургерш. Дітей не мав. Убитий у битві під Азенкуром[15].
- Констанція (бл. 1374—1416) — у шлюбі з Томасом ле Диспенсером, графом Глостером, народила п'ятьох дітей (3 сини та 2 доньки), троє з яких померли в дитинстві[16]. Крім того, від стосунків з Едмундом Голландом, графом Кентським, мала дочку Елеанор[16][17][18].
- Річард (1375—1415) — 3-й граф Кембрідж; був двічі одружений: перший раз — з Анною Мортімер, донькою Роджера Мортімера, графа Марча, і Алієнор Голланд, від якої мав сина та доньку[19]. Удруге — з Мод Кліффорд, донькою Томаса Кліффорда, барона Кліффорда, та Елізабет де Росс; шлюб виявився бездітним. Страчений за участь у Саутгемптонській змові[20].

## У культурі
У 1934 році в парфумерній лінії Prince Matchabelli був випущений жіночий аромат Duchess Of York, названий на честь Ізабелли Кастильської.